# Дургинаул
Дургинаул — покинутое село в Шатойском районе Чеченской республики.

## География
Расположено на правом берегу реки Шароаргун
Ближайшие населённые пункты: на северо-западе — развалины Богачерой, на юге — развалины Циндой, на юго-востоке — развалины Батыйаул, Кулой и село Нохчи-Келой, на западе — село Шаро-Аргун, на юго-западе — село Дай.